# Game Connection
La Game Connection és un mercat internacional de videojocs que té lloc dues vegades l'any, a Europa i als Estats Units. Des del 2001, reuneix professionals de tots els segments de la indústria dels videojocs que busquen ampliar la seva xarxa de contactes i trobar els socis adequats per als seus projectes. El 2014 la fira va registrar més de 2.700 acreditats de 50 països, més de 1.200 empreses, 300 expositors i 200 compradors. Els assistents van poder realitzar, durant els tres dies de la convenció, més de 11.000 reunions. També s'hi van acreditar més de 1.200 periodistes de tot Europa.
El programa de Game Connection compta amb múltiples activitats de networking i 100 sessions i conferències, Game Guilds i Master Classes, que cobreixen tots els camps de la producció de videojocs i les diverses plataformes.